# Carte étalon de Ringelmann

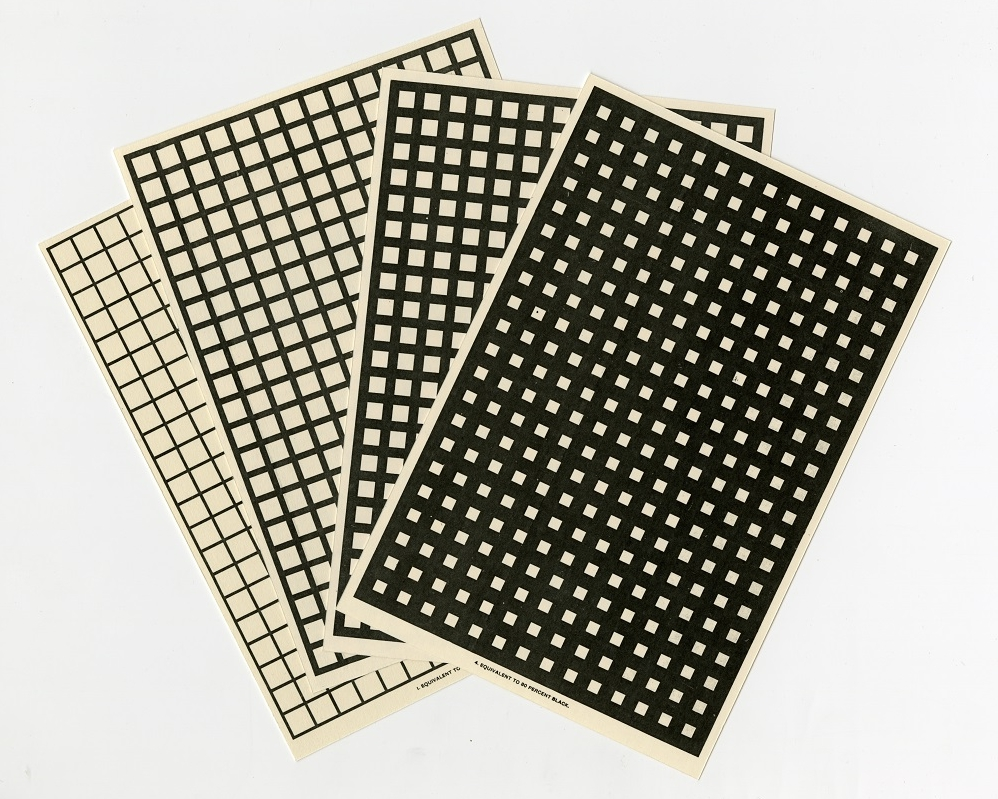
Cartes étalon de Ringelmann, 1897

La carte étalon de Ringelmann est une carte qui permet de déterminer visuellement la densité ou l'opacité apparente d'une fumée,,.
Elle a été développée par un professeur français d'ingénierie agricole Maximilien Ringelmann de La Station d'Essais de Machines à Paris, qui a spécifié la première échelle en 1888,.
En plus de la teinte 0 qui indique l’absence de fumée, l'échelle a cinq niveaux de densité déduits d'une grille de lignes noires sur une surface blanche qui, si elles sont vues de loin, se fondent dans des nuances de gris connues. La teinte 1 est légèrement grise et est généralement classée par les conseils de pollution de l'air comme acceptable. Cela correspond à une opacité de 20%. Les nuances 2, 3, 4 et 5 correspondent à des opacités de 40%, 60%, 80% et 100% (entièrement noires) et sont généralement considérées comme de la "fumée noire" par les bureaux de lutte contre la pollution atmosphérique de la plupart des pays.

## Historique
Comme proposé en 1888, il n'y avait pas de cartes définitives, plutôt, le professeur Ringelmann a fourni une spécification sur la façon de les dessiner ; où le niveau de fumée 0 est représenté par du blanc, les niveaux «1» à «4» par des grilles carrées de 10 mm dessinées avec des lignes larges de 1 mm, 2,3 mm, 3,7 mm et 5,5 mm et le niveau 5 par tout noir.
En 1897, des cartes imprimées pour les cartes de fumée de Ringelmann étaient disponibles. Ils ont été présentés aux États-Unis dans un article publié dans Engineering News du 11 novembre 1897, avec un commentaire que l'auteur avait appris sur l'échelle de Ringelmann dans une communication privée d'un Bryan Donkin de Londres. L'article est attribué à William Kent alors rédacteur en chef adjoint de Engineering News. Kent a constamment préconisé l'utilisation de l'échelle de Ringelmann.
Kent a proposé en 1899 que l'échelle de Ringelmann soit acceptée comme mesure standard de la densité de fumée dans le code standard pour les essais de centrales électriques qui était formulé par l' American Society of Mechanical Engineers. Elle a ensuite été adoptée par la branche technologique de l'US Geological Survey (qui est devenu plus tard le U.S. Bureau of Mines) et utilisée pour étudier la combustion sans fumée à Saint Louis en 1904. En 1908, la branche technologique produisait des copies des cartes de fumée pour distribution interne et publique. En 1910, elle avait été acceptée par la législature du Massachusetts lors de la rédaction d'une ordonnance sur la fumée pour Boston, Massachusetts. Elle continue d'être utilisée par les responsables de l'application des lois et les responsables de la conformité,.

## Versions et utilisations
Une version populaire est celle publiée par le U.S. Bureau of Mines dans la circulaire 8333 de 1967.
La version Norme britannique de 1969 (BS 2742:1969) a modifié les spécifications de Ringelmann pour donner une carte similaire, sur du papier moderne avec de l'encre moderne, à l'apparence de cartes produites sur du papier antérieur avec une encre plus claire. Elle a depuis été remplacée par BS 2742:2009.
Une version à quatre échelles est utilisée par le Département de la marine de Hong Kong pour vérifier la fumée émise par les navires.
Les données obtenues ont des limites précises. L'obscurité apparente d'une fumée dépend de la concentration des particules en suspension dans l'effluent, de la taille des particules, de la profondeur de la colonne de fumée observée et des conditions d'éclairage naturel telles que la direction du soleil par rapport à l'observateur tandis que la précision des cartes elles-mêmes dépend de la blancheur du papier et de la noirceur de l'encre utilisée.
En utilisation, l'observateur regarde le panache au point de plus grande opacité et détermine le nombre de Ringelmann correspondant. Un Ringlemann 0, 1, 2, 3, 4 et 5 équivaut à une opacité de 0, 20, 40, 60, 80 et 100.
Certaines agences émettent des cartes qui peuvent être comparées à la fumée tandis que d'autres utilisent des applications sur téléphone portable.